# Какко, Роопе
Ро́опе Ка́кко (фин. Roope Kakko; род. 13 февраля 1982, Эспоо, Финляндия) — финский профессиональный гольфист; член сборной Финляндии на летних Олимпийских играх 2016 года.
2 августа 2015 года выиграл Madeira Islands Open.
С 2011 года женат на финской гольфистке Минеи Блумквист-Какко с которой имеют сына Элмери (род. 2010).